# Cerioporina
Cerioporina zijn een onderorde van mosdiertjes (Bryozoa) uit de orde van de Cyclostomatida.

## Taxonomie
De volgende families zijn bij de onderorde ingedeeld:
- Cerioporidae Busk, 1859
- Corymboporidae Smitt, 1866
- Densiporidae Borg, 1944
- Heteroporidae Waters, 1880
- Pseudocerioporidae Brood, 1972

### Synoniemen
- Canuellidae Borg, 1944 → Cerioporidae Busk, 1859
- Tretocycloeciidae Canu, 1919 → Cerioporidae Busk, 1859